# Orietta Berti (album 1967)
Orietta Berti è un album discografico della cantante italiana Orietta Berti, pubblicato nel 1967 dalla Polydor.

## Descrizione
L'album è costituito sostanzialmente da brani già apparsi su 45 giri nei due anni precedenti, com'era consuetudine in quegli anni per la compilazione dei long playing, scritti da autori come Lorenzo Pilat, Aldo Cazzulani, Daniele Pace e Mario Panzeri, con arrangiamenti e direzione d'orchestra di Sauro Silli.
Nell'album fu incluso uno dei brani più famosi della cantante, Io, tu e le rose, più alcune cover come Canta ragazzina, brano presentato da Bobby Solo e Connie Francis a Sanremo 1967, Ma piano (per non svegliarti), altro brano tratto dallo stesso festival presentato da Nico Fidenco e Cher, Tema di Lara (dove non so), colonna sonora del film Il dottor Živago, già incisa dalla Berti nel 1966 e interpretata da molti artisti tra cui Rita Pavone nel 1967. Furono inseriti anche dei brani inediti nel disco: Ritornerà da me, Non ti scordar di me e Non mi dire addio, anch'essi successivamente pubblicati su 45 giri in vari paesi.
Non esiste una versione pubblicata in CD, download digitale o per le piattaforme streaming.

## Tracce
1. Canta ragazzina (Iller Pataccini)
2. Ma piano (Per non svegliarti) (Gianni Meccia)
3. Solo tu (Federico Monti Arduini)
4. Non è più casa mia (Herbert Pagani)
5. Amore baciami (Gian Carlo Testoni/Carlo Alberto Rossi)
6. Io, tu e le rose (Mario Panzeri, Daniele Pace/Luigi Barazzetti)
7. Per questo voglio te (Mogol/Mansueto Deponti)
8. Ritornerà da me (Maurizio Seymandi/Mauro Casini)
9. Tema di Lara (Dove non so) (Giorgio Calabrese)
10. L'amore è blu (Luciano Beretta)
11. Non mi dire addio (Daniele Pace)
12. Non ti scordar di me (Domenico Furnò/Ernesto De Curtis)